# Wspieranie
Wspieranie – skonstruowana czynność ramion, tułowia z głową i nóg w celu przeniesienia ciężaru ciała ze zwisu do podporu dążąc głową ponad oś chwytu dłoni.